# Jejawi (plaats)
Jejawi is een bestuurslaag in het regentschap Ogan Komering Ilir van de provincie Zuid-Sumatra, Indonesië. Jejawi telt 4243 inwoners (volkstelling 2010).